# ويليام وادزورث إيفانز
ويليام وادزورث إيفانز (بالإنجليزية: William Wadsworth Evans)‏ هو محامي وسياسي أمريكي، ولد في 5 أكتوبر 1886 في باترسون في الولايات المتحدة، وتوفي في نوفمبر 1972 في الولايات المتحدة. حزبياً، نشط في الحزب الجمهوري. وقد انتخب عضو جمعية نيوجيرسي العامة.